# Mike Clayton
Michael (Mike) Andrew Clayton (Melbourne, 30 mei 1957) is een professioneel golfer uit Australië.

## Speler
Clayton werd in 1981 professional. Hij speelde tot 1995 op de Europese PGA Tour. Sinds 2007 speelt hij op de Europese Senior Tour.
Op de Senior Tour heeft hij nooit gewonnen, maar hij liet in 2009 twee goede kansen ontglippen. Bij de Jersey Seniors Classic op de La Moye Golf Club begon hij met een ronde van 64 en stond daarna aan de leiding tot in de laatste ronde. Hij verloor toen de play-off van Delroy Cambridge met een bogey op de derde extra hole. Ook verloor hij in een play-off van Mike Harwood tijdens het Australisch Senior Open.

### Gewonnen

#### Europese Tour
- 1984: Timex Open met -16, op de Biarritz Golf

#### Elders
- 1982: Victorian Open Championship
- 1984: Tasmanian Open
- 1989: Victorian Open Championship
- 1991: Australian Matchplay
- 1994: Coolum Classic, Heineken Classic

## Golf Design
In 1995 werd door John Sloan, Bruce Grant en Michael Clayton een bedrijf opgericht om golfbanen te ontwerpen of te renoveren.
Hun eerste opdracht was het Victoria Golf Club, die oorspronkelijk door Alister MacKenzie was ontworpen, maar waar weinig van het originele ontwerp nog te zien was. De 18-holes golfbaan van de Amstel Club in Melbourne was de eerste nieuwe baan die door hen werd ontworpen. 
Clayton is ook vicepresident van de 'Golf Society of Australia'.